# Брум (округ, Нью-Йорк)
Шаблон:StateAbbr_ 42°08′13″ пн. ш. 75°53′18″ зх. д. / 42.136986° пн. ш. 75.888313° зх. д.
Округ Брум (англ. Broome County) — округ (графство) у штаті Нью-Йорк, США. Ідентифікатор округу 36007.

## Історія
Округ утворений 1806 року.

## Демографія
За даними перепису
2000 року
загальне населення округу становило 200536 осіб, зокрема міського населення було 147719, а сільського — 52817.
Серед мешканців округу чоловіків було 96733, а жінок — 103803. В окрузі було 80749 домогосподарств, 50231 родин, які мешкали в 88817 будинках.
Середній розмір родини становив 2,97.
Віковий розподіл населення поданий у таблиці:
| Стать    | До 15 років | 15-21 | 22-29 | 30-39 | 40-49 | 50-65 | 65-85 | Понад 85 |
| -------- | ----------- | ----- | ----- | ----- | ----- | ----- | ----- | -------- |
| Чоловіки | 19589       | 11408 | 8919  | 13467 | 15035 | 15199 | 11796 | 1320     |
| Жінки    | 18639       | 11485 | 8826  | 13764 | 14967 | 16407 | 16459 | 3256     |

## Суміжні округи
- Ченанго — північний схід
- Делавер — схід
- Вейн, Пенсільванія — південний схід
- Сасквегенна, Пенсільванія — південь
- Тайога — захід
- Кортленд — північний захід

## Виноски
1. ↑  US Decennial Census. US Census Bureau. Архів оригіналу за 26 квітня 2015. Процитовано 3 січня 2015.
2. ↑  Historical Census Browser. University of Virginia Library. Архів оригіналу за 30 травня 2019. Процитовано 3 січня 2015.
3. ↑  Population of Counties by Decennial Census: 1900 to 1990. US Census Bureau. Архів оригіналу за 19 лютого 2015. Процитовано 3 січня 2015.
4. ↑  Census 2000 PHC-T-4. Ranking Tables for Counties: 1990 and 2000 (PDF). US Census Bureau. Архів оригіналу (PDF) за 18 грудня 2014. Процитовано 3 січня 2015.
5. ↑  State & County QuickFacts. Бюро перепису населення США. Архів оригіналу за 7 липня 2011. Процитовано 11 жовтня 2013. [Архівовано 2011-07-17 у Wayback Machine.](англ.) Наведено за англійською вікіпедією.
6. ↑  American FactFinder. Бюро перепису населення США. Архів оригіналу за 26 лютого 2012. Процитовано 31 січня 2008. [Архівовано 2008-05-21 у Wayback Machine.]

| США | Це незавершена стаття з географії США. Ви можете допомогти проєкту, виправивши або дописавши її. |